# いただき∞
いただき∞（いただきむげんだい）とは、ヨシモトファンダンゴTVで2006年8月6日から毎週日曜日の11:00（リピート放送は、日曜日の23:00、月曜の11:00）に放送されていた番組。ファンダンゴTVの事業終了後もサンテレビやKBS京都では放送が続いている。
- 2006年ではチャド・マレーンがすさナビゲーターとなって渋谷ヨシモト∞ホールのエントランススペースから放送されていたが、2007年1月7日放送分からはエド・はるみ、2008年からはたくませいこのナレーションとなった。

## 内容
一週間（土曜日 - 金曜日）のヨシモト∞のいい所（いただきシステム）を1時間にまとめた番組。紹介された名場面は、携帯サイト・PCサイトでダウンロードできる。

## 放送局
- KBS京都:毎週金曜16:00-16:55 （2007年1月 - 2007年3月）・毎週月曜深夜2：00 - 2：55（2007年4月 - 2008年12月）
- サンテレビ:毎週日曜21:00-21:54（2007年4月 - 2008年12月）※プロ野球などで休止する事が多い。

## 過去の放送局
- ヨシモトファンダンゴTV:毎週日曜11:00 （リピート放送は、日曜23:00、月曜11:00）

## 過去の出演者
- チャド・マレーン（ジパング上陸作戦）
- エド・はるみ